# Microrregión de Bauru
La microrregión de Bauru es una de las  microrregiones del estado brasileño de São Paulo perteneciente a la Mesorregión de Bauru. Su población fue estimada en 2006 por el IBGE en 568.117 habitantes y está dividida en 21 municipios. Posee un área total de 8.508,670 km².

## Municipios
- Agudos
- Arealva
- Areiópolis
- Avaí
- Balbinos
- Bauru
- Borebi
- Cabrália Paulista
- Duartina
- Guarantã
- Iacanga
- Lençóis Paulista
- Lucianópolis
- Paulistânia
- Pirajuí
- Piratininga
- Pongaí
- Presidente Alves
- Reginópolis
- Ubirajara
- Uru

- Datos: Q593952